# Diaphania hyalinata
Diaphania hyalinata é uma espécie de mariposa da família Crambidae, que ocorre na parte oriental da América do Norte até o sul da América do Sul.

## Descrição

### Ovo
Os ovos da broca-das-cucurbitáceas podem ser oval ou achatados; reunidos em pequenos grupos, com média de 2-6 ovos por postura. Aparentemente, eles são depositados durante a noite em brotos, hastes e/ou lado inferior das folhas. Inicialmente, eles são brancos ou esverdeados, mas em breve tornam-se amarelados. Eles medem cerca de 0,7 mm de comprimento e 0,6 mm de largura. A incubação ocorre após três a quatro dias.

### Larva
O tempo total de desenvolvimento larval é de 14 dias, com cinco estágios. Podem chegar até 16 mm de comprimento. Recém eclodidos, as larvas são incolores, mas no segundo instar elas assumem uma cor verde-amarelo pálido. Eles constrói uma estrutura de seda solta sob as folhas, que serve para protegê-las durante o dia. No quinto instar, a larva tem duas faixas brancas subdorsal que se estende por todo o comprimento do corpo. As listras desaparecem imediatamente antes da fase de pupa, mas elas são a característica mais distintiva das larvas.

### Pupa
Antes da pupa, as larvas giram, muitas vezes uma parte da folha para o abrigo do casulo. A pupa é de 12 a 15 mm de comprimento, cerca de 3 a 4 mm de largura, e bastante apontado em cada extremidade. Possui uma cor claro à castanho escuro. A fase de pupa persiste por nove a dez dias.

### Adultos
Com uma envergadura de cerca de 2,5 cm. As asas são centralmente perolado branco, e um pouco iridescente, mas são demarcadas com uma larga faixa de marrom escuro.